# Закон от 22 прериаля II года
Закон о Революционном трибунале от 22 прериаля Второго года Французской республики, единой и неделимой (фр.  Loi concernant le Tribunal révolutionnaire de 22 Prairial, l’an deuxième de la République Française, une et indivisible), известный так же как Закон от 22 прериаля II года Республики (фр. La loi du 22 prairial an II) или Прериальский закон (фр. La loi du Prairial) — закон о реорганизации Революционного трибунала, принятый 10 июня 1794 года Национальным конвентом Франции по докладу Комитета общественного спасения. Закон упрощал процедуру судопроизводства, вводил в судебную практику новую юридическую категорию «враг народа» (фр. ennemis du peuple), давал ей расширенное толкование и отменял институт защиты обвиняемых. Единственной мерой наказания за политические преступления объявлялась смертная казнь. Закон имел обратную силу. Принятие Прериальского закона положило начало периоду Большого террора — пику репрессий эпохи террора времён Французской революции. Закон был отменён 1 августа 1794 года (14 термидора II года Республики), через пять дней после переворота 9 термидора.

## Подготовка закона
Целью Прериальского закона было упорядочение реализации политики террора, проводимого революционным правительством Франции в отношении внутренних и внешних врагов республиканского режима. Его подготовка была поручена Конвентом Комитету общественного спасения 27 жерминаля II года (16 апреля 1794 года). Многие положения будущего закона содержались в декрете от 27 жерминаля II года (16 апреля 1794 года), упразднившем местные трибуналы и сосредоточивший судопроизводство по политическим делам в Париже, и в подтвердившем его декрете от 19 флореаля II года (8 мая 1794 года) . Другими документами, легшими в основу закона, стали разработанное во флореале постановление об учреждении Комиссии Оранжа и инструкция к нему, подписанные членами Комитета общественного спасения Жаном-Мари Колло д’Эрбуа, Жаком Никола Бийо-Варенном и Бертраном Барером. Как и в случае с декретами от 27 жерминаля и 19 флореаля Комитет общественного спасения разрабатывал закон без привлечения Комитета общественной безопасности, непосредственно контролировавшего Революционный трибунал, и даже без консультаций с ним. Никто из членов Комитета общей безопасности, отвечавшего за внутренние дела, не участвовал в обсуждении закона и в его принятии.
Считается, что принятие закона ускорили покушения на Колло д’Эрбуа (3 прериаля) и Робеспьера (4 прериаля) Амираля и Сесиль Рено, которых объявили «агентами Питта», то есть Великобритании. Однако прямой реакцией на эти события стал принятый Конвентом декрет от 7 прериаля, который предписывал действующей армии не брать в плен англичан и ганноверцев, и который армия не стала выполнять. В то же время и в Конвенте и в правительстве считали, что закон давно назрел. С осени 1793 года в Париж со всех концов страны шли письма и обращения, призывающие любыми средствами защищать общее благо республики, отомстить тем, кто посягает на свободу. Делегации и петиции требовали от Конвента и его комитетов осуществления «народной мести», «мести законов», «справедливой мести», «национальной мести», «мести народа» («Vengeance populaire», «vengeance des lois», «juste vengeance», «vengeance nationale», «vengeance du peuple»).
Механизм разработки проекта закона и его авторство остаётся предметом споров между историками. Несмотря на открытую общественную поддержку значительной части населения и зафиксированное в декрете поручение Конвента разработать закон о реорганизации Революционного трибунала, широко распространена версия о том, что закон от 22 прериаля был инициирован и разработан узкой группой членов Комитета общественного спасения, либо был спешно составлен и проведён самим Максимилианом Робеспьером. Действительно, ряд членов Комитета впоследствии будут обвинять Робеспьера и его группу в односторонней подготовке закона и в его принятии без консультаций с коллегами по комитетам. Бертран Барер напишет в мемуарах, что закон был «результатом комбинации, неизвестной всем другим членам правительства» и эту версию сразу после 9 термидора озвучит Станислас Фрерон, утверждавший, что только отсутствие ряда членов Комитета общественного спасения и нерешительность оставшихся позволили Робеспьеру и его сторонникам провести закон через Конвент . Эта версия оспаривалась и оспаривается многими историками. Альбер Матьез, не отрицая очевидной роли Робеспьера в подготовке и проведении закона, писал: «Ни к чему предполагать, что Робеспьер навязал этот закон своим коллегам по Комитету, которые были ещё большими террористами, чем он сам».

## Принятие закона
За две недели до вынесения проекта закона на рассмотрение, 7 прериаля II года, Робеспьер озвучил в Конвенте своего рода предварительный список направленных против нации преступлений, инициируемых антифранцузской коалицией. К ним он отнёс «клевету, измену, поджоги, отравления, атеизм, коррупцию, голод, убийства» (calomnies, trahisons, incendies, empoisonnement, athéisme, corruption, famine, assassinats).
22 прериаля (10 июня) соратник Робеспьера, член Комитета общественного спасения Жорж Кутон, был доставлен в Конвент в своей инвалидной коляске, чтобы от имени Комитета сделать доклад о реорганизации Революционного трибунала. Кутон, сам в прошлом адвокат, предложил отказаться от «доктрины гуманности» и не ставить «жизнь негодяев … на один уровень с жизнью всего народа». «Обычные преступления нарушают непосредственно только интересы отдельных лиц…, — убеждал он, — Преступления же заговорщиков, наоборот, угрожают непосредственно существованию всего общества или его свободе…». «Республика с самого рождения осаждается бесчисленным количеством подлых врагов,  — говорил Кутон, — она должна поразить их с быстротой молнии, приняв вместе с тем все необходимые предосторожности для спасения оклеветанных патриотов» . Он предложил выработать для Революционного трибунала и изложить в отдельном законе такие положения, которые позволили бы ускорить процедуру осуждения заговорщиков и гарантировать освобождение «оклеветанных патриотов».
Затем Кутон изложил сам проект закона, который менял не столько структуру Революционного трибунала, сколько принципы и процедуру судопроизводства. Закон отменял институт защиты обвиняемых и предварительное следствие, определял составы преступлений и требовал применения смертной казни для каждого признанного в них виновным, независимо от степени тяжести правонарушения. Статьи V—VIII, касавшиеся клеветы, дезинформации и пр., как пишет Д. Рондело, объявляли вне закона всякую свободу мысли.
После того, как Кутон закончил свой доклад, депутат от департамента Нижняя Шаранта Пьер Шарль Рюан воскликнул: «Это важный декрет, я требую, чтобы он был отпечатан и отсрочен. Если он будет принят немедленно, я всажу себе пулю в лоб». Его поддержал депутат от департамента Сена-и-Уаза Лоран Лекуантр, потребовавший отсрочки на неопределённое время. В обсуждение вмешался Бертран Барер, ограничивший отсрочку тремя днями и не более.
Выступивший следом Робеспьер, занимавший на тот момент пост председателя Конвента, потребовал немедленного принятия закона, даже если Собранию пришлось бы обсуждать его  «до девяти часов вечера». Он противопоставил два мнения: «тех, кто устрашён преступным упорством, с каким стремятся оживить старые заговоры и изобрести новые» и склоняются «к суровому и неизбежному наказанию преступлений», и другое, «подлое и преступное мнение аристократии», которая требует «амнистию для заговорщиков и врагов народа». Предложенный Комитетом общественного спасения проект закона, говорил Робеспьер, содержит положения, заранее принятые «друзьями свободы», его статьи основаны на «справедливости и разуме», и его «суровость страшна только заговорщикам, только врагам свободы и человечества». В заключение своей короткой речи он убеждал депутатов, что «европейские тираны и их презренные агенты […] не дадут вам покоя…пока они не перестанут существовать. Тот, кто пылает любовью к родине, с восторгом примет средства, какими можно добраться до её врагов и поразить их». Предложение Робеспьера было встречено бурными аплодисментами, и закон тут же был вотирован.
Но на следующий день, 23 прериаля, Бурдон из Уазы потребовал разъяснения точного смысла статьи X, позволявшей непосредственно общественному обвинителю и Комитетам привлекать любого гражданина к суду трибунала. Он заявил: «Конвент не соглашался, чтобы власть Комитетов распространялась на его членов без предварительного декрета» и был поддержан Андре Антуаном Бернаром (из Сенты) и другими депутатами. После этого Мерлен из Дуэ поставил на голосование текст, подтверждавший неприкосновенность депутатов Конвента.
24 прериаля закон рассматривался во втором чтении и теперь уже Робеспьер с Кутоном потребовали объяснений по поводу того, что их подозревают в коварном расчёте. Франсуа Бурдон, поднявший вопрос о статье Х, возразил, что депутаты Конвента — такие же патриоты, как и члены Комитетов, но Робеспьер начал говорить об интриганах, которые намерены составить новую партию, привлекая на свою сторону депутатов, отозванных из провинций за злоупотребления. Бурдон прервал Робеспьера и последовал знаменитый диалог: Бурдон потребовал доказательств, так как его «ясно назвали злодеем», а Робеспьер возразил: «Я не называл Бурдона, горе тому, кто сам себя называет». Затем Робеспьер и поддержавший его Бийо-Варенн обрушились на депутата Жана-Ламбера Тальена, скомпрометировавшего себя злоупотреблениями во время миссии в Бордо . Дискуссия закончилась, и Робеспьер с Кутоном без труда добились отмены поправки от 23 прериаля. Но, несмотря на её отмену, для Бурдона и Тальена, против которых были публично выдвинуты серьёзные обвинения, это не имело никаких последствий.

### Содержание закона
Текст закона состоял из 22 неравных по размеру статей. Первые три из них определяли структуру, численность и персональный состав (ст. III) Революционного трибунала. Согласно этим статьям трибунал состоял из Председателя, четырёх вице-председателей, общественного обвинителя, двенадцати судей и пятидесяти присяжных заседателей. Он подразделялся на секции по 12 членов (3 судьи и 9 присяжных), которые не могли осуществлять правосудие, если на заседание являлось менее 7 человек.
Статья IV Закона определяла основную функцию трибунала — «наказывать врагов народа»  (фр.  punir les ennemis du peuple). Статья V кратко давала общее определение «врагов народа», относя к ним всех, кто стремится силой или хитростью «уничтожить общественную свободу»  (фр.  anéantir la liberté publique). Статья VI конкретизировала предыдущую статью, определяя в десяти непронумерованных подразделах категории «врагов народа» по видам преступлений. Данная статья относила к «врагам народа»:
- [1.] тех, кто намерен изменить существующий строй — восстановить королевскую власть и (или) ликвидировать республиканское правление и его высшие институты;
- [2.] виновных в военной измене;
- [3.] тех, кто осуществлял экономический саботаж, нарушая снабжение столицы и вызывая голод;
- [4.] тех, к кому были применимы обвинения в содействии преступным замыслам или в недонесении на них; в подкупе должностных лиц; в злоупотреблении «принципами Революции»;
- [5.] тех, кто занимался дезориентацией народа и его представителей, склоняя их к политически неверным действиям;
- [6.] тех, кто распространял информацию, способную вызвать «упадок духа» нации;
- [7.] тех, кто распространял дезинформацию с целью вызвать беспорядки и раскол в обществе;
- [8.] тех, кто будет вводить в заблуждение общественное мнение,  «мешать просвещению народа, развращать нравы и общественное сознание, извращать энергию и чистоту революционных и республиканских принципов» (фр.  empêcher l’instruction du peuple, à dépraver les mœurs et à corrompre la conscience publique, et altérer l’énergie et la pureté des principes révolutionnaires et républicains);
- [9.] нечестных поставщиков, ставящих под угрозу спасение Республики, и расхитителей общественного достояния (кроме подпадающих под действие закона от 7 фримера);
- [10.] должностных лиц, злоупотребляющих своим положением, содействующих этим врагам Республики и препятствующих её укреплению.

Статья VII определяла единственный вид наказания за все эти преступления — смертную казнь.
Статья VIII гласила, что необходимыми уликами для осуждения «врагов народа» могут быть любые доказательства, будь то документы или доказательства  «материального, морального, устного, письменного»  (фр.  toute espèce de document, soit matérielle, soit morale, soit verbale, soit écrite) вида. При оценке улик судьи должны были полагаться на справедливость и благоразумие, а при вынесении приговора — на свою совесть.
Следующие 3 статьи (IX—XI) определяли компетенцию рядовых граждан и властей в вопросах выявления и ареста «врагов народа», а также передачи их дел в Революционный трибунал. Любой гражданин имел право и, в случае получения о них сведений, был обязан задерживать и представлять суду заговорщиков и контрреволюционеров (ст. IX). Однако направить дело обвиняемого на рассмотрение Революционного трибунала могли только Национальный конвент, Комитет общественного спасения, Комитет общей безопасности, депутаты и комиссары Конвента, а также общественный обвинитель самого трибунала (ст. X). Но и упомянутые в ст. Х власти не могли осуществлять это право, не проинформировав о своём решении Комитет общественного спасения и Комитет общей безопасности, которые должны были дать своё согласие (ст. XI).
Последующие 7 статей (XII—XVIII) были посвящены непосредственно судебной процедуре в её новой форме. Предварительный допрос обвиняемого отменялся, он мог быть применён только в особых случаях в интересах дознания. Обвиняемый опрашивался публично прямо в ходе судебного заседания (ст. XII). Трибунал заслушивал только свидетелей обвинения, но исключительно в тех случаях, когда это было необходимо, например, для выявления сообщников. Как правило, судьи должны были полагаться на «вещественные или моральные» доказательства, а опрос свидетелей упразднялся как ненужная формальность (ст. XIII). При этом закон давал общественному обвинителю право призывать нужных свидетелей по своему усмотрению для прояснения обстоятельств дела (ст. XIV). Эти свидетели должны были выступать в трибунале лично и публично, получение от них показаний заочно и в письменном виде позволялось только с разрешения правительственных комитетов (ст. XV). Закон предоставлял защитников «оклеветанным патриотам» (фр.  patriotes calomniés), но полностью лишал адвокатов тех, кто считался заговорщиками и «врагами народа» (ст. XVI). Вопросы председателя суда должны были быть простыми, ясными и точными. В случае их двусмысленности члены суда могли попросить у него новую, более точную формулировку. После окончания дебатов присяжные заседатели представляли свои заключения, а судьи вынести приговор в соответствии с законами (ст. XVII). Общественный обвинитель не мог своей властью освободить обвиняемого от рассмотрения его дела; в случае отсутствия оснований для предания его суду обвинитель должен был подготовить отчёт и представить его членам трибунала. Но и в этом случае никто не мог быть освобождён без суда до вынесения решения по этому вопросу Комитетами общественного спасения и общей безопасности.
Статья XIX предписывала создать двойной регистр лиц, представших перед Революционным трибуналом — один должен был находиться в делопроизводстве общественного обвинителя, другой — в делопроизводстве непосредственно трибунала.
Статьёй XX Конвент отменил действие положений тех ранее принятых законов, которые не соответствовали положениям настоящего декрета. Данная статья разъясняла, что законы об организации обычных судов не будут применяться к контрреволюционным преступлениям и к деятельности Революционного трибунала.
Представленный Кутоном доклад Комитета общественного спасения прилагался к декрету о реорганизации трибунала в качестве инструкции (ст. XXI). Закон вступал в силу после опубликования его в Законодательном бюллетене (ст. XXII).
Копия, удостоверенная инспектором Э. Моннелем и чиновниками секретариата Конвента, была датирована 24 прериаля II года и опубликована в Законодательном бюллетене № 1.

### Применение Прериальского закона и его отмена
С принятием Прериальского закона продолжавшийся с лета 1793 г. террор стал «Большим террором». Теперь его целью стало не устрашение, а истребление противников Республики. Доклад Кутона, ставший официальной инструкцией к закону, гласил: «Дело не в том, чтобы дать несколько примеров, а в том, чтобы истребить непримиримых поборников тирании». Упрощение судебной процедуры, отмена предварительного следствия и упразднение института защиты, а также отказ от допроса были не единственными нововведениями, урезавшими права обвиняемых. Поскольку закон имел обратную силу, суду трибунала подлежали арестованные и обвинённые в преступлениях ещё до его принятия. Это вступало в прямое противоречие со статьёй IX Декларации прав человека и гражданина, согласно которой «никто не может быть наказан иначе, как в силу закона, принятого и обнародованного до совершения правонарушения и надлежаще применённого» («Tout homme étant présumé immocent jusqu’à ce qu’il ait été déclaré coupable, s’il est judé indispensable de l’arrête, toute rigueur qui ne serait nécessaire pour s’assurer de sa personne, doit être sévèrement réprimée par la Loi»).
С 23 прериаля по 8 термидора Революционный трибунал вынес 1285 смертных и 278 оправдательных приговоров, тогда как за предшествовавшие 45 дней 577 смертных и 182 оправдательных, число заключённых в тюрьмах Парижа увеличилось на 569 человек. А. Матьез писал: «Шпионы в тюрьмах, подслушав какие-нибудь неосторожные слова, составляли наобум списки мнимых заговорщиков. Головы падали с плеч, как спелые плоды…». То же самое происходило и на свободе: к примеру, член революционного комитета секции Музея (Лувра) Легре был арестован по доносу за то, что в годовщину взятия Бастилии 14 июля 1794 г. обвинял правителей в ежедневном нарушении Декларации прав человека.
В реальности высказывания контрреволюционных взглядов стоили жизни 9 % обвиняемых, а основная масса приговорённых к смерти (78 %), по данным британского исследователя Д. Грира, была осуждена за «мятеж и измену». Выступления против центральной власти (федерализм), заговоры и неисполнение решения о высылке не присягнувших священников инкриминировались 10 % казнённых и ещё 1,25 % от общего числа поплатились за преступления экономического характера.
Закон объединил противников внутри республики и за её пределами, враги народа не считались более субъектами права и объявлялись вне закона, лишённые гражданских прав. При этом и без того обширная категория «врагов народа» в ходе Большого террора ещё раз получила тенденцию к расширению. К ней теперь тесно примыкала категория «лжедрузей» (Les faux amis) — лиц по тем или иным причинам потерявшим «доверие нации». Частично она уже была намечена в декрете от 27 жерминаля II года, предусматривавшем высылку ряда военных и иностранцев, и в декрете от 19 флореаля II года, фактически переводившем должностные преступления служащих из разряда уголовных в разряд политических. Согласно последнему декрету уличённые в злоупотреблениях чиновники лишались французского гражданства и заключались в тюрьму. 7 термидора (25 июля 1794 г.) Бертран Барер дал в Конвенте следующее определение для категории «лжедрузей» Республики. К ним относились: «граждане искренние, но слабые, наивные, мстительные или подверженные страстям; […] лицемерные патриоты, извлекающие выгоду из революции, оставшиеся безнаказанными интриганы и умеренные; […] скрытые шпионы, замаскированные аристократы, и идущее за ними войско врагов народа»(citoyens de bonne foi, mais faibles, mais crédules, vindicatifs ou passionnés; […] [les] patriotes hypocrites, [les] agioteurs de révolution, [les] intrigants impunis et [les] modérés; […] [les] espions masqués, [les] aristocrates déguisés, et vient ensuite la troupe des ennemis du peuple).
Тем временем сам Робеспьер, которого считают ключевой фигурой террора, с 10 мессидора (29 июня 1794 года) устранился от государственных дел, перестал являться в Комитет общественного спасения, и чистка осуществлялась другими руководителями государства без его участия. Барер, который вскоре станет его врагом, воздавал в Конвенте хвалы Прериальскому закону и произнёс знаменитую фразу «Только мёртвые, только мёртвые не возвращаются!» . Альбер Матьез предполагал, что именно конфликт вокруг закона, если он был, привёл к тому, что Робеспьер устранился от работы в правительстве. Тот же Барер писал в мемуарах, что оба комитета на совместном заседании потребовали от Робеспьера и Сен-Жюста отозвать закон, но получили отказ, а Бийо-Варенн после 9 термидора утверждал, что был приглашён в Комитет общей безопасности, чтобы обсудить арест Робеспьера. Но многие историки склоняются к тому, что и сам Робеспьер, отошедший от управления страной, встал в оппозицию к применению закона от 22 прериаля. Вечером 21 мессидора в Якобинском клубе он заявил: «Все злодеи злоупотребили законом, который спас свободу и французский народ» (Tous les scélérats ont abusé de la loi qui a sauvé la liberté et le peuple français).
Ситуация стала запутанной и двусмысленной: Робеспьер публично осуждал направленность террора и отказывался от участия в его осуществлении, а его друзья в Комитете подписывали проскрипционные списки вместе с Барером, Бийо-Варенном и другими, позднее возложившими на Робеспьера ответственность за террор и Прериальский закон. Ещё более запутывало ситуацию то, что в оппозицию к террору встали и депутаты, отозванные из миссий за массовые казни, казнокрадство и другие преступления. Едва ли не самый одиозный проводник террора в провинциях Жан-Ламбер Тальен, обвинявшийся в жестокостях и вымогательстве во время проконсульства в Бордо, так позднее сформулировал их позицию: «Террор есть дело тирании… Робеспьер также говорил беспрестанно, что надо поставить террор в порядок дня. Я не признаю больше каст в республике. Я вижу в ней только хороших и плохих граждан. Какое мне дело до того, что человек родился дворянином, если он ведёт себя хорошо. Какое мне дело до того, что он плебей, если он мошенник».
Тем не менее, собравшиеся 4 и 5 термидора на торжественное заседание Комитеты общественного спасения и общей безопасности подтвердили единую волю продолжить террор. Урегулирование внутреннего конфликта шло вокруг реализации вантозских декретов и подчинённости Бюро общей полиции, а не вокруг Прериальского закона. Комитет общей безопасности получил в своё распоряжение Бюро, группа Робеспьера — предусмотренные вантозскими декретами народные комиссии, и вечером того же дня Бертран Барер опроверг в Конвенте слухи о раздорах в правительстве Франции. Он заявил, что 4 термидора Комитеты приняли дополнительные меры «для осуждения в кратчайшие сроки всех врагов народа». На следующий день, 6 термидора Жорж Кутон без всякого оттенка оппозиционности прославлял членов комитетов, подтверждая этим, что конфликт успешно разрешился. Но 8 термидора Робеспьер, вызванный в Конвент, чтобы объяснить своё месячное отсутствие в должности, неожиданно вернулся к теме террора. Он заявил: «Разве это мы заключили патриотов в темницы и содействовали распространению террора? Это сделали чудовища, которых мы обвинили!». Конфликт разгорелся вновь и с ещё большей силой. 9 термидора в Конвенте Жан-Ламбер Тальен выступил против Робеспьера, выдвинув серию обвинений, в том числе и в «жестоких притеснениях» при проведении террора. Вскоре его поддержал Бийо-Варенн, который обвинил Робеспьера одновременно в составлении Прериальского закона и в покровительстве аристократам и мошенникам. Цепь дальнейших событий привела к тому, что вечером 10 термидора Робеспьер и Кутон, проводившие через Конвент закон от 22 прериаля, были казнены вместе со своими сторонниками.

### Отмена Прериальского закона
После событий 9 термидора, разрушивших изнутри якобинскую диктатуру, число сторонников террора в Конвенте и в Комитетах неожиданно и резко упало. Через пять дней после казни Робеспьера, 14 термидора II года (1 августа 1794 года) депутаты Конвента вспомнили о Прериальском законе. О нём напомнил Бертран Барер, который внёс на их рассмотрение новый список членов Революционного трибунала. Конвент отказался его одобрить, а депутат Лоран Лекуантр вынес предложение — «Я требую отмены закона от 22 прериаля о новом устройстве Революционного трибунала. Это настоящий военный закон». Конвент, утопая в таких же бурных овациях, как и в прериале, без обсуждения и так же единогласно отменил закон. Но тут возник вопрос, какой законодательный акт теперь должен регулировать деятельность трибунала. Луи Жозеф Шарлье (департамент Марна) предложил восстановить действие декретов и законов, отменённых в связи с принятием Прериальского закона. Его поддержал Шарль Кошон (департамент Дё-Сёвр), но Мерлен из Дуэ настоял на том, что подобное решение дезорганизует работу трибунала. В итоге Конвент всё же отменил Закон от 22 прериаля II года и издал один из самых коротких своих декретов. Этот декрет предписывал Комитету общественного спасения, Комитету общей безопасности и Законодательному комитету на следующий день, 15 термидора, совместно доложить о новой организации Революционного трибунала (Collection générale des décrets rendu par la Convention nationale. Volune 45. P. 130). По предложению Фрерона был арестован и противник Робеспьера, общественный обвинитель трибунала Антуан Фукье-Тенвиль, который должен был «искупить пролитую им кровь».
Декретом от 21 термидора II года (8 августа 1794 года) Конвент осудил применение обратного действия закона от 22 прериаля, объявив это преступлением и нарушением статьи 9 Декларации прав человека и гражданина. Конвент постановил, что никто не может быть предан суду Революционного трибунала за действия, совершенные до принятия закона, признавшего эти действия правонарушением.
Начиная с 13 термидора во Франции идёт волна освобождений и к 18 термидора только в Париже выходит на свободу 7 771 заключённый. Ж.Дюссо напишет по этому поводу: «Двери тюрем были скорее выломаны, чем раскрыты. Невинные вышли оттуда толпой, но несколько виновных воспользовались этой поспешностью».

## Оценки и интерпретации закона
Основная масса историков сходилась в неприятии закона от 22 прериаля II года. В 1837 году осуждавший Французскую революцию Томас Карлейль писал, что «при чтении его у самой Горы захватило дыхание от ужаса…» , а через 120 лет, в 1959 году, поклонник этой революции А. П. Левандовский упоминал «страшный закон 22 прериаля». Жан Жорес считал, что именно этот закон привёл и самого Робеспьера к гибели. Русский анархист князь П. А. Кропоткин отмечал, что «издать такой закон означало признать полную неспособность революционного правительства. […] И результатом закона 22 прериаля было то, что в шесть недель он помог назреть контрреволюции». Социалист Жан Жорес писал:
Поистине, при столь расплывчато сформулированных правонарушениях во Франции не было человека, контрреволюционера или революционера, которому не угрожал бы закон от 22 прериаля. …это была расправа без суда. Этот прериальский закон представлял собою как бы фантастический нож, способный проскальзывать и проникать повсюду, словно тень, и внезапно вновь обретающий, при соприкосновении с шейными позвонками, смертоносную твёрдость».
Зачастую споры исследователей вращались, прежде всего, вокруг личности Максимилиана Робеспьера, на которого возлагалась вся ответственность за принятие закона. В целом не уходя от правды профессор А. З. Манфред писал, что именно «Робеспьер настоял на том, чтобы этот декрет был вотирован и утверждён Конвентом. Но с этого времени он практически отказался от поддержки политики революционного террора». Именно Робеспьер, по мнению многих, навязал Конвенту Прериальский закон и «…ошеломлённое собрание вотировало декрет» .
Между тем, как уже отмечалось, закон не был его частной инициативой, готовился в государственных структурах и имел поддержку не только депутатов Конвента и членов правительственных комитетов, но и активной части общества. Председатель Ассоциации Максимилиана Робеспьера за демократические идеалы Доминик Рондело (г. Тур, Франция) сообщает, как французские газеты описывали восторг, с которым был принят Прериальский закон. «La Gazette nationale», «Le Moniteur universel», «Le Conservateur des principes républicains», отмечали бурные аплодисменты депутатов, а «Le Journal de la Montagne» писал, что «оратора покрывали аплодисментами после каждой фразы»  ("l’orateur est couvert d’applaudissements à chaque phrase "). Рондело спрашивает,  «каким же было на деле это затерроризированное собрание, о котором говорили после Термидора?»  ("Quelle était donc cette assemblée terrorisée dont on parla après Thermidor?).
К Робеспьеру часто отсылали и за мотивами принятия Прериальского закона. Яростный критик революции Ж.Ленотр даже предполагал, что Робеспьер инициировал закон только для того, чтобы его применением скомпрометировать своих оппонентов в Комитете общественного спасения . По мнению А.Матьеза закон должен был стать для группы Робеспьера орудием для чистки Конвента от нескольких коррумпированных депутатов и косвенным средством реализации вантозских декретов. Жан Массен и Жорж Лефевр возражали, что реализовать декреты можно было административным путём, создав предусмотренные комиссии, что имеющийся репрессивный арсенал был достаточен для спасения революции и что в законе от 22 прериаля не было нужды. П. А. Кропоткин считал, что позиция Робеспьера, скорее всего, не отличалась от позиции многих других революционных лидеров, видевших в терроре средство спасения Франции. В отличие в Матьеза, Лефевра и многих других историков, осуждавших закон от 22 прериаля, Анри Кальве в своей работе «Новая интерпретация Прериальского закона» (1950) рассматривал его как «закон борьбы», как закономерное проявление централизации власти, в частности направленное на реализацию вантозских декретов в интересах бедных слоёв населения.
Франсуаза Брюнель из Парижского университета в своей работе «Institutions civiles et Terreur» (2006) рассматривает Прериальский закон как один из этапов реализации большого общественного проекта, проводимого в жизнь членами Комитета общественного спасения. По мнению Брюнель, этот проект был озвучен в докладе Жана-Никола Бийо-Варенна 1 флореаля II года (20 апреля 1794 год), за 52 дня до принятия закона от 20 прериаля. В дальнейшем изложенные в нём идеи были развиты в речи Робеспьера от 18 флореаля II года «Об отношении религиозных и моральных идей к республиканским принципам и о национальных праздниках» и в докладе Бертрана Барера от 22 флореаля II года «О средствах искоренения нищенства в деревнях». Цели проекта намечал ещё Луи Антуан Сен-Жюст в своём докладе «Об общей полиции…» от 26 жерминаля II года (20 апреля 1794 год). Эти цели состояли в завершении революционного кризиса, сохранении завоёванной свободы, «исправлении зла» («réparer le mal») и «формировании общественного сознания» («à former une conscience publique»). Бийо-Варенн 1 флореаля утверждал, что теперь самое время завершить революцию, эту «цепь бедствий» («chaîne de calamités»), и учредить демократическую республику. Для этого нужно «мощным действием» («action forte»), «пылким импульсом» («impulsion véhémente») «воссоздать народ, который мы хотим сделать свободным» («recréer le peuple qu’on veut rendre à la liberté»). Таким «мощным действием» станет ускоренная чистка на основе закона о реорганизации революционного трибунала. Итогом этой политики должно было стать общество, основанное на «ежедневной взаимной помощи» («un échange journalier de secours réciproques»), народном просвещении и благотворительности. Предполагалось, что правительство «с помощью осторожности и силы установит везде совершенное равновесие, подобно разуму, который делает из человека возвышенное существо, пока им управляет, или бессмысленное и бешенное, когда его оставляет». Оно превратит отличающиеся «спонтанной моралью» («spontanéité morale») «достоинства французского народа»  («vertus du peuple français») в «этичную свободу» («liberté éthique»). Таким образом, Франсуаза Брюнель отклоняет известную версию Жоржа Лефевра и Альбера Собуля о спонтанном характере принятия закона от 22 прериаля, и о том, что он стал реакцией на покушения Амираля и Сесиль Рено.  «Цель закона 22 прериаля — пишет Брюнель, — состоит в том, чтобы действительно завершить Революцию…» («Le but revendiqué par la loi du 22 prairial est bien de terminer la Révolution,..»).
Упоминавшийся Доминик Рондело, напротив, предполагает, что Робеспьер, у которого подозревали туберкулёз, и который обрёл множество врагов, опасался, что не успеет завершить реализацию революционного проекта, и активно поддержал идею скорейшего и тотального избавления страны от «негодяев и изменников». Так появился закон, который «позволял осудить любого, у кого хватило бы смелости вести себя по другому, чем предписывал революционный идеал» (cette loi permettait désormais de condamner quiconque aurait eu l’audace de se comporter différemment à ce que préconisait l’idéal révolutionnaire). По мнению Рондело, Робеспьер наивно верил в «справедливость народа» (justice populaire), которая не допускает злоупотреблений и подвергнет каре исключительно заслуживших её. Соглашаясь с тезисом Гракха Бабёфа о том, что «робеспьеризм — это демократия…», Рондело пишет, что при этом «защищать закон 22 прериаля означало бы защищать незащитимое»  (défendre la loi du 22 Prairial ce serait défendre l’indéfendable). Он резюмирует, что, если бы Робеспьер умер летом 1793 года, он «избежал бы ужасного закона от 22 прериаля, который привёл его к вечеру 10 термидора, прямо в чистилище Истории через братскую могилу кладбища Эранси» («épargné la terrible loi du 22 Prairial, celle-là même qui le conduisit au soir du 10 Thermidor, tout droit dans le purgatoire de l’Histoire, en passant par la fosse commune du cimetière des Errancis»).
И в начале XXI века интерес исследователей к закону не ослаб. Прошедшие с лета 1794 года два с лишним века принесли многочисленные оценки и интерпретации Прериальского закона, но, как пишет Софи Ваниш в своей работе 2003 года «La terreur comme fondation, de l’economie emotive de la terreur», «тем не менее, до нынешнего дня, закон от 22 прериаля II года остался загадкой» (Il n’empêche que jusqu'à aujourd’hui, cette loi du 22 prairial an II est restée une énigme).